# Światowy Dzień Wegetarianizmu
Światowy Dzień Wegetarianizmu (ang. World Vegetarian Day) – święto obchodzone corocznie 1 października, ustanowione 22 listopada 1977 przez Międzynarodową Unię Wegetariańską (ang. International Vegetarian Union, IVU).
Pomysłodawcą święta było Północnoamerykańskie Towarzystwo Wegetariańskie (ang. The North American Vegetarian Society).

## Cel
Celem tego dnia jest promocja wegetarianizmu oraz informowanie o korzyściach zdrowotnych, które zdaniem wegetarian są z tym związane. Organizowane są również kampanie uświadamiające dotyczące traktowania zwierząt i ochrony środowiska.

## Obchody
W dniu tym organizowane są m.in. imprezy z wegetariańskim poczęstunkiem, rozdawanie ulotek, happeningi, festiwale, wykłady, pokazy filmów.

### W Polsce
W Polsce w organizację Międzynarodowego Dnia Wegetarianizmu zaangażowane są Stowarzyszenie Empatia i Fundacja Viva!.

## Święta powiązane
W obchody Światowego Dnia Wegetarianizmu wpisują się również:
- Tydzień Modlitw za Świat dla Zwierząt (ang. World Week of Prayer for Animals) – w pierwszy pełny tydzień października oraz kolejne dni, w zależności od zaangażowania Kościoła, włączając w to święto św. Franciszka[2]; tydzień mógł być zainicjowany przez nieistniejącą już Międzynarodową Sieć dla Religii i Zwierząt (ang. International Network for Religion and Animals, INRA), założoną w 1985 roku przez Virginię Bouraquardez (Ginnie Bee)[3]
- 2 października
  - Światowy Dzień Zwierząt Hodowlanych[4],
  - rocznica urodzin Mahatmy Gandhiego, pioniera wegetarianizmu,
- 4 października
  - Światowy Dzień Zwierząt (ang. World Animal Day), ustanowiony w 1931 roku na konwencji ekologicznej we Florencji, rozpoczynający Światowy Tydzień Zwierząt (ang. World Animal Week)[5]; w Polsce październik jest Miesiącem dobroci dla zwierząt[6][7],
  - wspomnienie liturgiczne św. Franciszka z Asyżu, patrona ekologów i zwierząt,
- 16 października – Światowy Dzień Żywności, ustanowiony przez ONZ ds. Wyżywienia i Rolnictwa, w dzień założenia organizacji FAO, którego celem jest pogłębianie świadomości opinii publicznej na temat globalnych problemów żywnościowych i wzmocnienie poczucia solidarności w walce z głodem, niedożywieniem i ubóstwem[8]; zdaniem wegetarian przemysł mięsny przyczynia się do ogromu ludzkiego cierpienia i okrucieństwa wobec zwierząt, a naturalne środowisko Ziemi ulega szybko postępującej dewastacji[9],
- 1 listopada – Światowy Dzień Wegan